# ديفيد مولر
ديفيد مولر (بالألمانية: David Müller)‏ (1 نوفمبر 1991 بإسلينغن آم نيكار في ألمانيا - ) هو لاعب كرة قدم ألماني في مركز الوسط. لعب مع في إف بي شتوتغارت الثاني وSV Rödinghausen ‏ وشالكه 04 ب.

## وصلات خارجية
- ديفيد مولر على موقع قاعدة بيانات كرة القدم.إي يو (الإنجليزية)
- ديفيد مولر على موقع بيانات كرة القدم. دي إي (الألمانية)
- ديفيد مولر على موقع عالم كرة القدم.نت (الإنجليزية)